# Necrophagist
Necrophagist foi uma banda de death metal técnico da Alemanha, fundada e liderada pelo guitarrista/vocalista Muhammed Suiçmez. A banda é conhecida por suas composições rápidas e técnicas, e por suas influências de música clássica. A palavra Necrophagist vem de necro e phagist, que significa "comedor de mortos".
Em matéria publicada em 2016 no site da LouderSound, Dom Lawson colocou o Necrophagist na lista das 10 maiores bandas de metal da Alemanha.

## Integrantes

### Última formação
- Muhammed Suiçmez - guitarra e voz (1992-2010)
- Stefan Fimmers - baixo (2003-2010)
- Sami Raatikainen - guitarra (2006-2010)
- Romain Goulon - bateria (2008-2010)

### Ex-membros
- Julien Laroche - baixo (?-2003)
- Jochen Bittmann - baixo (1992-?)
- Raphael Kempermann - bateria (1992-1995)
- Jan-Paul Herm - guitarra (1992-1995)
- Daniel Silva - bateria (1995-2003)
- Matthias Holzapfel - guitarra (1995)
- Slavek Foltyn - bateria (2000-2001)
- Mario Petrović - guitarra (2000-2001)
- Björn Vollmer - guitarra (2001-2002)
- Christian Muenzner - guitarra (2002-2006)
- Heiko Linzert - baixo (2003)
- Hannes Grossmann - bateria (2003-2007)
- Marco Minnemann - bateria (2007-2008)

## Discografia
- Requiems of Festered Gore (Demo) (1992)
- Necrophagist (Demo) (1995)
- Onset of Putrefaction (1999)
- Epitaph (2004)